# Collectio canonum des Anselm von Lucca
Die Collectio canonum des Anselm von Lucca ist eine Kanones-Sammlung, die dieser Bischof um 1080 anlegte. Die Sammlung ist in dreizehn Bücher eingeteilt und eine wichtige Quelle für die Kirchenreformen des 11. Jahrhunderts.

## Struktur, Quellen und Inhalt
Die umfangreiche Sammlung enthält deutlich über 1000 Kanones, die sich auf dreizehn Bücher zu einzelnen Rechtsmaterien verteilen. Die meisten davon sind Auszüge aus Dekretalen, ein deutlich kleinerer Teil stammt aus Beschlüssen von Konzilien oder Schriften der Kirchenväter.
Als Vorlagen, denen diese Materialien entnommen wurden, diente Anselm die Sammlung Diversorum patrum sententiae, Pseudoisidor, Burchards Liber decretorum und eine Reihe kleinerer Sammlungen und Bußbücher. Anselms Sammlung hat eine enge Beziehung zu der von Kardinal Deusdedit, viele (seltene) Rechtstexte tauchen erstmals in diesen beiden Sammlungen auf.
Das erste Buch ist der römischen Kirche und ihren Vorrechten gewidmet, Buch 2–6 der kirchlichen Hierarchie. Ungewöhnlich sind Buch 7 und 8, die sich dem Klerus (vor allem Regularkanonikern) und ihrer Lebensweise widmen. Buch 10 ist ein Bußbuch. Zu den prominenten Themen der Sammlung gehört der Umgang mit Häretikern und Schismatikern (Exkommunikation, Gewalt) sowie die Gültigkeit der von ihnen gespendeten Sakramente. Wie Deusdedit, Bonizo von Sutri und Gregor von San Grisogono ignoriert Anselm das Papstwahldekret von 1059 und nimmt stattdessen Kanones auf, die das alte Kirchenrecht zur Papstwahl enthalten (z. B. das Papstwahldekret von 769). Allgemein setzt sich Anselm in seiner Sammlung mit vielen Themen auseinander, die für die Kirchenreformen des 11. Jahrhunderts wichtig waren.

## Fassungen und Rezeption
Die Forschung unterscheidet zahlreiche Fassungen der Sammlung, über deren Unterscheidung und Datierung noch keine Einigung erzielt wurde. Einige Fassungen verändern Inhalt und Struktur der Sammlung deutlich; der polemische Charakter von Anselms Sammlung wird dabei deutlich reduziert.
Die Sammlung Anselms wurde im 12. Jahrhundert von den Kompilatoren mehrerer kanonistischer Sammlungen benutzt, unter anderem zur Erstellung des Decretum Gratiani.

## Editionen
Es gibt keine vollständige Edition der Sammlung. In der Forschung wird meist die Ausgabe von Friedrich Thaner verwendet, die auf breiter Handschriften-Basis erstellt ist, allerdings nicht ganz vollständig (Buch 11 fehlt überwiegend, Buch 12 und 13 fehlen ganz) und hinsichtlich ihrer editorischen Entscheidungen teilweise kritisiert wurde.
- Friedrich Thaner (Hrsg.): Anselmi episcopi Lucensis collectio canonum una cum collectione minore. Innsbruck 1915 (archive.org [abgerufen am 11. November 2022]).
- Edith Pásztor: Lotta per le investiture e "ius belli": la posizione di Anselmo di Lucca. In: Paolo Golinelli (Hrsg.): Sant'Anselmo, Mantova e la lotta per le investiture: atti di convegno internazionale di studi (Mantova 23–24–25 maggio 1986). Bologna 1987, 375–421. (Transkription von Buch 13.)
- Kathleen G. Cushing: Papacy and Law in the Gregorian Revolution: The Canonistic Work of Anselm of Lucca. Oxford University Press, Oxford 1998, ISBN 978-0-19-820724-5, Appendix, doi:10.1093/acprof:oso/9780198207245.001.0001. (Incipit und explicit für Buch 12 und 13.)